# Ledriger Frauenmantel
Der Ledrige Frauenmantel (Alchemilla coriacea), auch Lederiger Frauenmantel oder Lederblatt-Frauenmantel genannt, ist eine Pflanzenart aus der Gattung Frauenmantel (Alchemilla) innerhalb der Familie der Rosengewächse (Rosaceae).

## Beschreibung
Der Ledrige Frauenmantel ist eine sommergrüne, ausdauernde krautige Pflanze, die Wuchshöhen von 5 bis 50 Zentimetern erreicht. Die Stängel sind meist völlig kahl, nur selten sind einzelne Stängel an den untersten ein bis drei Internodien anliegend behaart (Indument). Die Blattstiele sind fast halbzylindrisch. Die ledrigen, derben, Grundblätter sind bei einer Breite von bis zu 15 Zentimeter rund und neun- oder elflappig. Die Blattlappen sind flachbogig bis kurz parabelförmig und der Blattrand besitzt eiförmige bis rundliche stumpfe Zähne. Die Blattoberseite ist meist kahl mit eingesenktem Blattadernetz. Die Blattadern an der Blattunterseite sind nur an am oberen Ende anliegend behaart (Trichome). Die Stängelblätter sind bis in den Blütenstand groß und besitzen breite stumpfe Blattlappen.
Die Blütezeit reicht von Juni bis Oktober. Die Blüten sind zwittrig. Die Außenkelchblätter sind 0,33- bis 0,8-mal so lang wie der Kelchbecher.
Chromosomengrundzahl beträgt x= 8.

## Ökologie
Beim Zusammenneigenden Frauenmantel handelt es sich um einen Hemikryptophyten und eine Halbrosettenpflanze.
Die Blüten sind proterandrisch. Blütenökologisch handelt es sich um Scheibenblumen mit offenen Nektar und Fliegenblüten mit freiliegendem Honig. Die typischen Bestäuber sind Fliegen.
Der Zusammenneigende Frauenmantel ist autonom obligat apomiktisch; für die Samenentwicklung ist keine Bestäubung nötig. Diasporen sind die Nüsschen.

## Vorkommen
Der Ledrige Frauenmantel gedeiht in den Gebirgen West-, Süd- und Mitteleuropas. Sein Verbreitungsgebiet erstreckt sich von Spanien sowie Andorra bis nach Tirol und Salzburg; nördlich der Alpen findet man ihn im Schweizer Jura, im Schwarzwald und im Alpenvorland nahe dem Alpenrand.
Der Ledrige Frauenmantel kommt in Österreich, Frankreich (inklusive Vogesen), Schweiz (inklusive Jura), Deutschland (in den Alpen sehr zerstreut, in den Voralpenland selten, im Schwarzwald selten) vor; ob es Vorkommen in den italienischen Dolomiten gibt, ist nicht gesichert. In der Roten Liste für Deutschland ist er als nicht gefährdet eingestuft, in Baden-Württemberg gilt er als gefährdet mit unklaren Status und in Bayern ist er als sehr selten sowie stark gefährdet bewertet. In Bayern sind die Vorkommensschwerpunkt in den Allgäuer Alpen und in den Tannheimer Bergen, selten ist er auch im westlichen und mittleren Alpenvorland; 1991 gab es einen Neufund im Ammergebirge.
Der kalkholde Ledrige Frauenmantel gedeiht in den submontanen bis subalpinen Höhenstufen. Er besiedelt Quellfluren, Bachränder, (frische) feuchte bis rieselnasse, kurzrasige oder lückige Wiesen und Weiden. Der Ledrige Frauenmantel gedeiht in den Pflanzengesellschaften (Pflanzensoziologische Einheiten nach Oberdorfer) der Klasse Montio-Cardaminetea(Quellflur-Gesellschaften) und Klasse Stellario nemorum-Geranietea sylvatici (Alpin-montane Hochstauden- und Reitgras-Gesellschaften).
Die Zeigerwerte nach Ellenberg sind: Lichtzahl L7 = Halblichtpflanze, Temperaturzahl T3 = Kühlezeiger, Kontinentalitätszahl K 3 = See- bis gemäßigtes Seeklima zeigend, Feuchtezahl F9 = Nässezeiger, Feuchtewechsel: keinen Wechsel der Feuchte zeigend, Reaktionszahl R4 = Säure- bis Mäßigsäurezeiger, Stickstoffzahl N3 = Stickstoffarmut anzeigend, Salzzahl S0 = nicht salzertragend, Schwermetallresistenz: nicht schwermetallresistent.

## Systematik
Die Erstbeschreibung von Alchemilla coriacea erfolgte 1891 durch Robert Buser in Bull. Soc. Dauphin. Échange Pl., sér. 2, 3, S. 108. Ein Synonym für Alchemilla coriacea Buser ist Alchemilla vulgaris subsp. coriacea (Buser) E.G.Camus. Alchemilla coriacea gehört zur Sektion Coriaceae aus der Gattung Alchemilla.